# Lim Boo Liat
Lim Boo Liat (geboren am 21. August 1926 in Klang, Federated Malay States; gestorben am 11. Juli 2020 in Cheras) war ein malaysischer Zoologe und Parasitologe. Lim arbeitete nach dem Zweiten Weltkrieg als Parasitologe und später als Zoologe am malaiischen Institut für Medizinische Forschung (IMR), wo er vor allem durch Ratten übertragbare Krankheiten und Parasiten erforschte. Zudem befasste er sich mit der Biodiversität Malaysias und konzentrierte sich dabei auf die Wirbeltierfauna des Landes. Nach seiner Pensionierung arbeitete er aktiv als Honorarberater für das Department of Wildlife and National Parks Peninsular Malaysia (Jabatan Perlindungan Hidupan Liar dan Taman Negara Semenanjung Malaysia, abgekürzt PERHILITAN).

## Leben und wissenschaftliche Laufbahn
Lim Boo Liat wurde 1926 in der malaiischen Stadt Klang in den Federated Malay States im heutigen Bundesstaat Selangor des 1963 gegründeten Malaysia geboren. Mit dem Ausbruch des Zweiten Weltkriegs musste er seine Schulausbildung unterbrechen und Gelegenheitsjobs annehmen, um seine Familie zu ernähren; dabei hatte er erst die Sekundarstufe I (Junior Cambridge) abgeschlossen. Er ging nach Carey Island in die Küstenregion von Selangor, wo er ein Unternehmen zur Speisesalzgewinnung aus Meerwasser der Meerenge von Malakka zu gründen. Auf Carey Island freundete er sich mit Angehörigen der Orang Asli an, die ihm zeigten, wie sie Tiere jagten und unterschieden. Er schloss seine Fabrik, nachdem die Japaner den Krieg verloren hatten, und zog zurück nach Klang zu seiner Familie.
1947 darauf konnte er eine Stelle als Laborassistent am Institut für Medizinische Forschung (IMR) in Kuala Lumpur antreten, obwohl er keine wissenschaftliche Ausbildung hatte. Seine erste Aufgabe war die Erforschung der Typhuskrankheit, die von Milben als Vektor und von Ratten in den malaiischen Wäldern als Reservoirwirt verbreitet wird. Während des Burmafeldzuges 1942 gab es einen Ausbruch der Krankheit, an der zahlreiche Soldaten der alliierten und japanischen Truppen starben. Mehrere Wissenschaftler wurden dorthin gesandt, um die Todesfälle zu untersuchen und Lim Boo Liat erhielt die Aufgabe, die Ergebnisse für eine Datenbank zu sammeln. 1947 bekam er den Posten als permanenter Laborassistent. Zu seinen Aufgaben gehörten zudem Reisen nach Borneo, Vietnam, Laos, Kambodscha und Thailand unter der Leitung des Bishop Museum an der University of Hawaii, um Kleinsäuger und deren Parasiten zu untersuchen. Während dieser Zeit arbeitete er zudem mit beim Aufbau des National Zoo, zusammen mit Tan Sri V. M. Hutson und Datuk Kington Loo sowie Beamten des Department of Wildlife and National Parks Malaysia (DWNP). Auch an der Wiederbelebung der während des Zweiten Weltkriegs pausierenden Malaysian Nature Society (MNS) im Jahr 1948 war er maßgeblich beteiligt.
1967 entwickelte Lim das Konzept der „ökologischen Kennzeichnung“ durch Parasitenmuster, das heute weltweit von Tierverhaltens- und Säugetierforschern akzeptiert und angewendet wird. Aufgrund einer zufälligen Beobachtung in seinem Labor stellte er fest, dass sich der eigentlich von Insekten lebende Große Rattenigel (Echinosorex gymnura), englisch „moonrat“, auch von Fischen ernähren konnte und stellte durch die Untersuchung von Endoparasiten der Tiere fest, dass es sich bei diesen eigentlich um Fischparasiten handelt, die diese mit der Nahrung aufnehmen. Er folgerte, dass Endoparasiten gute Indikatoren für die ökologische Kennzeichnung sind, da sie Rückschlüsse auf die Ökologie und Lebensweise der Tiere zulassen. Mit Ratten studierte er zudem über einen Zeitraum von 10 Jahren den Ratten-Lungenwurm (Angiostrongylus cantonensis), der als Parasit in der Lunge von Ratten lebt. Die Larven der dritten Entwicklungsstufe können als Zoonose durch den Verzehr von mit Rattenkot verschmutzten Lebensmitteln und Gemüse auf den Menschen übertragen werden. Der Rattenkot gelangt dabei auf die Pflanzen durch Schnecken, die ihn am Boden aufgenommen und auf die Gemüse transportiert haben. Im Menschen gelangen die Larven über den Blutkreislauf in das Gehirn, wo sie sich weiterentwickeln und sich von der Hirnhaut ernähren; dies kann zu schweren Schäden und zum Tod führen.
Mit Hilfe eines chinesisch-britischen Stiftungspreises konnte Lim 1959 zuerst eineinhalb Jahre Tierökologie an der University of Oxford bei Charles S. Elton und später bei George Mackenzie Dunnet an der University of Aberdeen in Schottland sowie die Taxonomie der Säugetiere am Natural History Museum in London bei John Edward Hill studieren. 1961 kehrte er zum Institut für Medizinische Forschung zurück, wo er die Leitung übernahm und begann, wissenschaftlich zu publizieren. 1969 bekam er ein Stipendium des Medical Research Council, um seinen Master an der University of Aberdeen in Schottland zu machen. Nach seiner Rückkehr zum IMR 1972 wurde er an der Universiti Sains Malaysia in Penang promoviert. 1977 wurde er in die Weltgesundheitsorganisation (WHO) nach Indonesien entsandt, um die Forschungsabteilung für die Kontrolle der Vektorenbiologie in Jakarta und anschließend deren Forschungsplanung und Personalentwicklungsprogramm zu leiten. Er blieb dort 10 Jahre lang bis 1987 und arbeitete vor allem in den Bereichen der Seuchen- und Schädlingskontrolle sowie der Malariaforschung.
Lim wurde ehrenamtlicher Berater des Department of Wildlife and National Parks (DWNP) in Kuala Lumpur beim Aufbau eines Forschungslabors für Kleintiere (Säugetiere, Reptilien und Amphibien). In der Zwischenzeit arbeitete er weiterhin als Berater für die Forschung an kleinen Säugetieren mit dem Forest Research Institute of Malaysia (FRIM) zusammen und war Berater des DANCED-Management des Krau Wildlife Reserve, Pahang. Er wurde zum Visiting Scientific Fellow am Institute for Environment and Development der Universiti Kebangsaan Malaysia ernannt und war auch als Berater der Malayan Nature Society (MNS) tätig, wo er Ehrenmitglied ist. In seiner weiteren Forschung konzentriert sich Lim vor allem auf die Wirbeltierfauna Malaysias und ihre Ökologie. Seine Arbeiten zu diesen Tiergruppen gaben einen wichtigen Einblick in die Biodiversität und Artenzahlen der Wirbeltiere in Malaysia. Er konzentrierte sich dabei auf Säugetiere, vor allem Nagetiere und Fledertiere, sowie auf Amphibien und Reptilien, vor allem Schlangen. Er hat zudem wesentlich zur Veröffentlichung der Roten Liste der Säugetiere der malaiischen Halbinsel beigetragen.

## Ehrungen und Dedikationsnamen
Für seine Forschungsarbeiten wurde Lim mit zahlreichen Auszeichnungen und Ehrungen bedacht. Er erhielt:
- die malaiische Ahli Mangku Negara (AMN),
- 1978 die Sandosham-Goldmedaille der Malaysian Society of Parasitology and Tropical Medicine,
- 1992 den Science and Technology Award der Malaysia Toray Science Foundation
- 2003 die Ehrenmitgliedschaft der American Society of Mammalogists, wurde
- 2007 in die Akademi Sains Malaysia gewählt, und erhielt
- 2007 den Spallanzani Award 2007 der North American Society for Bat Research sowie
- 2013 Merdeka Award in der Kategorie „Umwelt“.

Nach Lim wurden zudem mehrere Arten benannt. So erhielten neben den parasitischen Würmern Helimonella limbooliati, Plasmodium booliati und Brienlia booliati auch der Floh Medwayellia limi, der parasitisch lebende Einzeller Sarcocytis booliati und der Frosch Kalophrynus limbooliati entsprechende Dedikationsnamen.

## Werke
Bis 2014 schrieb Lim über 300 wissenschaftliche Arbeiten über Wirtparasitenbeziehungen und Nagetierbekämpfung sowie über  Kleinsäuger, Amphibien und Reptilien und in lokalen und internationalen Zeitschriften. Hinzu kamen zwei Bücher, die er als Autor schrieb, und drei weitere, die er mit verfasste.
Er war zudem Erstbeschreiber mehrerer Wirbeltierarten, häufig gemeinsam mit anderen Autoren, sowie Autor von systematischen Überarbeitungen und Regionalfaunen.